# Топчу, Эмирхан
Эмирхан Хан Топчу (тур. Emirhan Han Topçu; род. 11 октября 2000, Бандырма, Балыкесир) — турецкий футболист, защитник клуба «Бешикташ» и сборной Турции.

## Клубная карьера

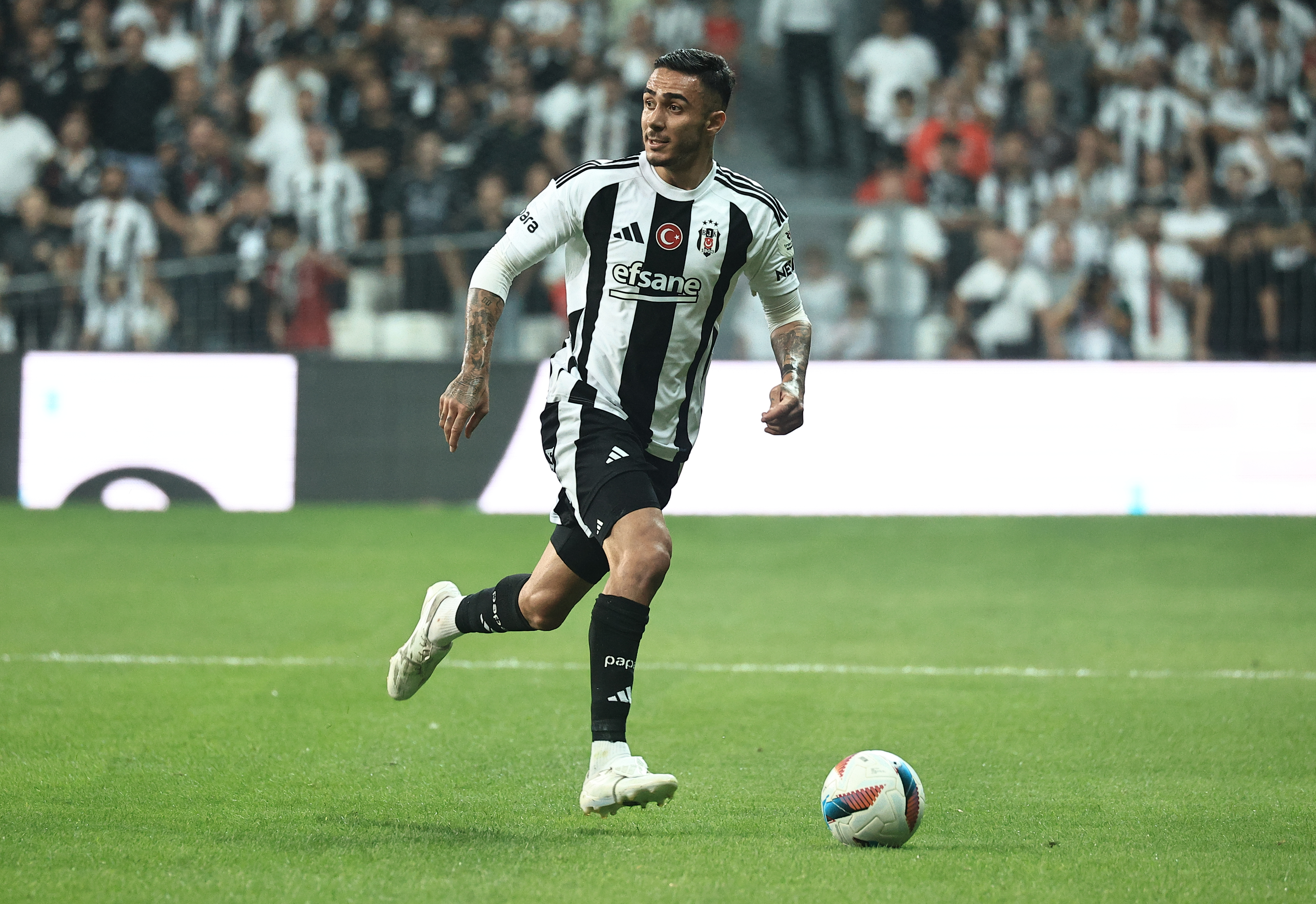
Топчу в составе «Бешикташа»

Топчу — воспитанник клуба «Ризеспор». 21 января 2018 года в матче против «Манисаспора» он дебютировал в Первой лиге Турции. В 2020 году Эмирхан на правах аренды перешёл в боснийский «Челик». 7 марта в матче против «Слободы» он дебютировал в чемпионате Боснии и Герцеговины. В начале 2021 года Топчу был арендован клубом «Менеменспор». 6 февраля в матче против «Бейкоз Анадолу» он дебютировал за новую команду. По окончании аренды игрок вернулся в «Ризеспор». 12 сентября в матче против «Хатайспора» он дебютировал в турецкой Суперлиге. По итогам сезона клуб вылетел из элиты, но игрок остался в команде. 26 ноября 2022 года в поединке против «Генчлербирлиги» Эмирхан забил свой первый гол за «Ризеспор».
Летом 2024 года Топчу перешёл в «Бешикташ», подписав контракт на четыре года. В матче против «Самсунспора» он дебютировал за новую команду. 8 февраля 2025 года в поединке против «Сивасспора» Эмирхан забил свой первый гол за «Бешикташ».

## Международная карьера
6 сентября 2024 года в матче Лиги Наций против сборной Уэльса Топчу дебютировал за сборную Турции.